# Francisco Miranda (Radsportler)
Francisco Alves Miranda (* 13. Mai 1952 in A dos Cunhados) ist ein ehemaliger portugiesischer Radrennfahrer.

## Sportliche Laufbahn
Miranda war im Straßenradsport aktiv. Sein bedeutendster sportlicher Erfolg war der Gewinn der Portugal-Rundfahrt 1980. 1979 siegte er im Etappenrennen Grande Prémio Jornal de Notícias mit einem Etappensieg. 1980 gewann er die Volta ao Algarve vor Luis Vargues.
1973, 1979 und 1979 holte er je einen Etappensieg in der Portugal-Rundfahrt.